# Nicolaas van Nieuwland
Nicolaas van Nieuwland est un évêque catholique des Pays-Bas espagnols , né en 1510 à Maartensdijk et mort à Utrecht le 15 juillet 1580. Il fut le premier évêque du diocèse de Haarlem.